# Crimes of the Future (film 2022)
Crimes of the Future è un film del 2022 scritto e diretto da David Cronenberg.
La pellicola segna il ritorno sulla scena del regista, a distanza di otto anni dal suo ultimo lavoro, Maps to the Stars (2014), ma non è un remake dell'omonimo film che aveva scritto e diretto nel 1970.

## Trama
In un futuro imprecisato, l'umanità ha iniziato a sperimentare una serie di cambiamenti biologici di origine indeterminata, il più considerevole dei quali è la quasi totale scomparsa del dolore fisico e delle malattie infettive. Significativi progressi nella biotecnologia e l'invenzione di macchinari e computer che possono interfacciarsi con le funzioni corporee e controllarle a distanza, unitamente alla nuova peculiare condizione fisiologica degli individui, consentono quindi alla chirurgia di essere praticata su persone coscienti in contesti ordinari. L'organismo di alcuni esseri umani, inoltre, sembra essere stato alterato in maniera ancora più radicale. Uno di costoro, un bambino di otto anni di nome Brecken, ingerisce parte di un secchiello di plastica come se fosse cibo. Convinta che sia disumano, sua madre lo soffoca con un cuscino e lascia che il suo cadavere sia recuperato dall'ex marito Lang.
Saul Tenser e Caprice, una coppia di artisti di fama mondiale, eseguono performance di asportazione chirurgica di nuovi organi di origine tumorale dal corpo dello stesso Tenser, esibendosi dinnanzi a un pubblico. I due vivono in una società ormai fortemente influenzata dai particolari fenomeni legati all'evoluzione, in cui l'esecuzione di ferite, tagli o incisioni è vista come un atto di natura erotica. L'artista ha sviluppato una sindrome che gli causa continui disturbi respiratori e digestivi, di conseguenza deve fare affidamento su una serie di dispositivi biomeccanici altamente specializzati, tra i quali una sedia composta di ossa che si contrae e oscilla assistendolo nell'atto della masticazione e deglutizione. Avvicinati da più realtà interessate alla loro attività, Tenser e Caprice incontrano i burocrati responsabili del National Organ Registry, un ufficio governativo progettato per catalogare e conservare nuovi organi. La nervosa Timlin, una dei due funzionari, rimane affascinata dai loro obiettivi artistici. Alla fine di un'esibizione, domanda al protagonista se non sia d'accordo che "la chirurgia è il nuovo sesso", sentimento che quest'ultimo sembra condividere.
Si scopre che Tenser collabora con un'unità di polizia governativa che si occupa di crimini corporei: quest'ultima cerca di usare Tenser per infiltrarsi in un gruppo di evoluzionisti radicali. Di nascosto dalla compagna, egli incontra una serie di contatti partecipando ad altre performance artistiche biologiche e si insinua nella cellula principale. Uno dei membri della setta, l'ex chirurgo estetico Nasatir, crea una cerniera in corrispondenza dello stomaco di Tenser per facilitarne l'apertura, che Caprice usa per accedere ai suoi organi interni durante un atto di sesso orale. Caprice intanto comincia a frequentare altri artisti performativi, scegliendo infine di sottoporsi a un intervento di chirurgia estetica decorativa sulla fronte. Tenser incontra il suo contatto all'interno dell'unità di polizia, il detective Cope, che gli rivela il proposito degli evoluzionisti: hanno modificato il proprio apparato digerente per acquisire la capacità di mangiare la plastica e altri prodotti chimici sintetici. Si nutrono della "candy bar", un composto viola ricavato da rifiuti tossici, fatale per l'uomo. Lang è a capo di questa cellula; suo figlio Brecken era in grado di assimilare la plastica fin dalla nascita, a dimostrazione dell'inesattezza della posizione del governo sull'evoluzione umana e della genetica comunemente intesa.
Lang chiede infine a Tenser e Caprice di eseguire un'autopsia pubblica del cadavere di Brecken in una delle loro performance, al fine di rivelare al mondo il suo innato sistema digestivo evoluto. Tenser, dopo alcune riflessioni, si dichiara d'accordo e il giorno seguente esegue l'autopsia, ma è sotto gli occhi di tutti che l'intero sistema di organi del bambino è stato trapiantato per farlo sembrare normale. Il padre fugge dalla sala teatro, e viene assassinato con dei trapani elettrici da due agenti segreti che in precedenza sembrava lavorassero per un'azienda che produce attrezzatura e macchine biomediche. Il detective Cope ammette che Timlin ha sostituito gli organi di Brecken per mantenere segreta agli spettatori la deviazione nell'evoluzione umana. Intristito dall'improvvisa morte di Lang, così come da quella di Nasatir, un Tenser sempre più spossato lascia intendere al suo informatore che non servirà più l'unità, riferendosi con evidente approvazione alle convinzioni dei plasticofagi sull'evoluzione. Tenser fatica a deglutire sulla sua sedia di ossa, e chiede a Caprice di dargli una barra di plastica. Lei registra la scena. Lui la guarda, versa una lacrima e addenta la candy bar. La sua bocca si contrae in un sorriso mentre la sedia finalmente si arresta.

## Produzione
Le riprese sono iniziate ad agosto 2021 e si sono concluse ad ottobre dello stesso anno.

## Distribuzione
Il film è stato presentato al Festival di Cannes 2022, per poi approdare nei cinema nel giugno dello stesso anno in edizione limitata. Contestualmente, il film è stato distribuito anche nel mercato on demand.

## Accoglienza

### Incassi
Il film, costato 35 milioni di dollari, ha incassato 4,5 milioni di dollari al botteghino mondiale.

### Critica
Sull'aggregatore Rotten Tomatoes il film riceve l'80% delle recensioni professionali positive con un voto medio di 6,7 su 10 basato su 269 critiche, mentre su Metacritic ottiene un punteggio di 67 su 100 basato su 55 critiche.

## Riconoscimenti
- 2022 – Saturn Award[8]
  - Candidatura per il miglior film di fantascienza a David Cronenberg
  - Candidatura per la migliore colonna sonora a Howard Shore
  - Candidatura per il miglior trucco a Alexandra Anger, Monica Pavez e Evi Zafiropoulou
- 2022 – Festival di Cannes[9]
  - In concorso per la Palma d'oro